# Белорусско-тайваньские отношения
Белорусско-тайваньские отношения — контакты между Белоруссией и Тайванем. Власти Белоруссии всегда признавали Тайвань частью КНР, но в 1996—2006 годах в Минске действовала Тайбэйская торгово-экономическая миссия, сотрудники которой обладали дипломатическими привилегиями. С 2006 года власти Белоруссии действовали против Тайваня — например, по просьбе КНР настаивали на исключении Тайваня из ВОЗ. Тайвань в 2022—2023 годах ввёл санкции против Белоруссии.

## Белорусская ССР и Тайвань
В советский период дипломаты Белорусской ССР как и прочие советские дипломаты последовательно настаивали, что Тайвань является частью КНР. Так Белорусская ССР поддержала требование Чжоу Эньлая к председателю Генеральной Ассамблеи ООН К. Пенья Ромуло в связи с созданием КНР лишить делегацию Китайской республики права голоса в ООН. 22 октября 1949 года представитель делегации Белорусской ССР в ООН К. В. Киселёв на пленарном заседании 4-й сессии Генеральной ассамблеи ООН заявил, что делегация Белорусской ССР не намерена признавать полномочия делегации Тайваня. В связи с этим делегация Белорусской ССР отказалась участвовать в обсуждении жалобы представителя Тайваня в ООН на Советский Союз и признать решения, принятые Политическим комитетом и Генеральной Ассамблеей по этому вопросу. В 1971 году Белорусская ССР поддержала резолюцию 26-й сессии Генеральной Ассамблеи ООН, которая предоставила КНР место Тайваня в Генеральной ассамблее ООН и в Совете безопасности ООН.

## Белоруссия и Тайвань в 1992—1996 годах
В соглашении об установлении дипломатических отношений между Белоруссией и КНР, подписанном 20 января 1992 года в Пекине, было указано, что Тайвань является частью КНР:

Китайская сторона подтверждает, что правительство КНР является единственным законным правительством, представляющим весь Китай. Тайвань — неотъемлемая часть территории КНР. Китайская сторона решительно выступает против любых попыток и действий, направленных на создание «двух Китаев», «одного Китая и одного Тайваня», «одной страны с двумя правительствами» или «независимого Тайваня». Республика Беларусь поддерживает эту позицию КНР…
Однако уже в апреле 1992 года в Минск прибыла тайваньская делегация во главе с заместителем министра
иностранных дел Дж. Чаном. Глава тайваньской делегации вручил представителям Министерства здравоохранения документ на передачу медикаментов на сумму 500 тысяч долларов и чек на аналогичную сумму. В ходе переговоров Дж. Чан заявил о намерении в ближайшее время открыть в Белоруссию тайваньскую миссию и пригласил участников состоявшихся встреч посетить Тайвань с официальным визитом. В мае-июне 1992 года мэр Минска и заместитель министра здравоохранения Белоруссии посетили Тайвань.
В июне 1992 года делегация Тайваня посетила Белоруссию и провела переговоры с заместителем председателя Верховного совета Республики Беларусь.
Контакты белорусских чиновников с представителями Тайваня вызвали протесты со стороны китайского посольства. Чрезвычайный и полномочный посол Китая в Белоруссии Ван Синда 14 июля 1992 года заявил устный протест Министерству иностранных дел Республики Беларусь, а затем устный протест он заявил председателю Минского городского исполнительного комитета. В ответ Министерство иностранных дел Республики Беларусь в июле 1992 года направило в министерства и ведомства республики письмо, в котором отметило, что белорусско-тайваньские контакты возможны только между общественными организациями, предприятиями или частными фирмами, но сотрудничество представителей органов государственного управления республики с представителями Тайваня запрещалось.
В ноябре 1995 года был зарегистрирован и начал работу Международный фонд экономического и культурного сотрудничества между Тайбэем и Минском.

## Тайбэйская торгово-экономическая миссия
Однако власти Белоруссии в 1990-е годы нуждались в инвестициях и несмотря на декларируемый запрет пошли на установление контактов с властями Тайваня. В январе 1996 года в Тайбэй прибыла белорусская делегация во главе с заместителем премьер-министра Л. Г. Синицыным. Белоруссия и Тайвань подписали протокол об открытии в Минске Тайбэйской торгово-экономической миссии, причём было указано, что Министерство иностранных дел Республики Беларусь должно выдать сотрудникам миссии дипломатические карточки и что сотрудники миссии получили дипломатические привилегии и иммунитет. Летом 1996 года Тайбэйская миссия была зарегистрирована в Министерстве внешних экономических связей Республики Беларусь и начала работу.
Сотрудники Тайбэйской торгово-экономической миссии посещали официальные приёмы, которые проводили в Минске дипломатические представительства иностранных государств. Со своей стороны А. Г. Лукашенко в специальном послании председателю КНР Цзян Цзэминю в августе 1996 года заявил о неизменности позиции Белоруссии по тайваньскому вопросу. 19 сентября 1996 года Белоруссия по просьбе КНР голосовала за снятие вопроса о восстановлении членства Тайваня в ООН с повестки 51-й сессии Генеральной Ассамблеи ООН.
Инвестиции Тайваня в белорусскую экономику оказались незначительными и в январе 2006 года власти Белоруссии закрыли офис Тайбэйской торгово-экономической миссии.

## Белоруссия и Тайвань с 2006 года
После закрытия Тайбэйской торгово-экономической миссии власти Белоруссии постоянно заявляли о том, что считают Тайвань частью Китая. Тайвань попытался восстановить двусторонние отношения. В марте 2014 года Белорусская торгово-промышленная палата отклонила предложение тайваньской Китайской ассоциации международного экономического сотрудничества о подписании двустороннего меморандума о сотрудничестве.
В дальнейшем власти Белоруссии открыто действовали против Тайваня. Так после просьб КНР власти Белоруссии направляли руководству ВОЗ письма о лишении Тайваня права участвовать в работе ВОЗ. 2 августа 2022 года Министерство иностранных дел Республики Беларусь в официальном заявлении осудило визит спикера Палаты представителей Конгресса США Н. Пелоси на Тайвань.
В 2022—2023 годах Тайвань ввёл санкции против Белоруссии и России. 6 мая 2022 года Министерство экономики Тайваня опубликовало список высокотехнологичной продукции, экспорт которой был запрещён в Россию и Белоруссию. 4 января 2023 года Министерство экономики Тайваня приняло решение о расширении этого списка.

## Экономическое сотрудничество
Импорт товаров из Тайваня в Белоруссию незначителен (по белорусской статистике):
- 2017 год — 87 млн долларов (0,3 % белорусского импорта);
- 2018 год — 95 млн долларов (0,2 % белорусского импорта).